# Midazolam
Midazolamul este un derivat din grupa imidazobenzodiazepine (grupa farmacoterapeutică: hipnotice și sedative; derivați de benzodiazepine). Baza liberă este o substanță lipofilă cu hidrosolubilitate mică. 
Azotul bazic din poziția 2 a inelului imidazobenzodiazepinic conferă midazolamului proprietatea de a forma săruri hidrosolubile cu acizii. Acestea realizează o soluție injectabilă stabilă și bine tolerată. 
Acțiunea farmacologică a midazolamului se caracterizează printr-o durată scurtă de acțiune datorită metabolizării rapide. Midazolamul are o acțiune sedativă și hipnotică de intensitate mare. De asemenea, exercită efecte anxiolitice, anticonvulsivante și miorelaxante. 

## Proprietăți  farmacocinetice

### Absorbție

#### Absorbție după administrare i.m.
Absorbția midazolamului din țesutul muscular este rapidă și completă. Concentrația plasmatică maximă se atinge în 30 minute. Biodisponibilitatea absolută după administrare i.m. este mai mare de 90%.

#### Absorbție după administrare rectală
După administrare rectală, midazolamul este absorbit rapid. Concentrația plasmatică maximă este atinsă în aproximativ 30 minute. Biodisponibilitatea absolută este de aproximativ 50%.

### Distribuție
Când midazolamul este injectat i.v., curba concentrației plasmatice în funcție de timp prezintă una sau două faze de distribuție distincte. Volumul de distribuție la starea de echilibru este de 0,7-1,2 l/kg. Midazolamul se leagă de proteinele plasmatice în proporție de 96-98%. Dintre proteinele plasmatice midazolamul se leagă în principal de albumină. Midazolamul trece lent și în cantități mici în lichidul cefalorahidian. La om, s-a observat că midazolamul traversează bariera feto-placentară și trece în circulația fătului. Cantități mici de midazolam se excretă în laptele matern.

## Indicații terapeutice
Midazolamul este un hipnotic cu durată scurtă de acțiune, indicat în:

### La adulți
- Sedare cu păstrarea stării de conștiență înaintea și în timpul procedurilor diagnostice și terapeutice realizate cu sau fără anestezie locală.
- Anestezie

- premedicație înainte de inducția anesteziei generale;
- inducția anesteziei;
- sedare în anestezia combinată.
- Sedare în unitățile de terapie intensivă.

### La copii
- Sedare cu păstrarea stării de conștiență înaintea și în timpul procedurilor diagnostice și terapeutice realizate cu sau fără anestezie locală;
- Anestezie: premedicație înainte de inducția anesteziei generale.
- Sedare în unitățile de terapie intensivă. (SPC Midazolam)

## Aspecte medico-legale
Este cunoscut ca medicamentul violului, datorită efectului de amnezie anterogradă.